# Mitología irlandesa
La mitología de la Irlanda precristiana no sobrevivió completamente a la conversión al cristianismo, pero gran parte de ella se conservó, si bien recortada de sus significados religiosos, en la literatura medieval irlandesa, la cual representa la más amplia y preservada de todas las ramas de la mitología celta. Aunque muchos de los manuscritos no han logrado sobrevivir y muchos más materiales probablemente nunca llegaron a ser escritos, hay suficientes restos para permitir la identificación de cuatro ciclos distintos, aunque superpuestos: el Ciclo mitológico, el Ciclo del Úlster, el Ciclo feniano y el Ciclo histórico. También hay cierto número de ciertos textos mitológicos que no encajan en ningún otro ciclo. Asimismo, hay un vasto número de cuentos populares conservados que, aunque no estrictamente mitológicos, protagonizan personajes de uno o más de estos cuatro ciclos.

## Las fuentes
Las tres fuentes principales manuscritas de la mitología irlandesa son a finales del siglo XI-principios del siglo XII con Lebor na hUidre, en la biblioteca de la Real Academia Irlandesa, principios del siglo XII con el Libro de Leinster en la Biblioteca del Trinity College (Dublín), y el manuscrito Rawlinson B 502 (Rawl.), albergado en la Biblioteca Bodleiana en la Universidad de Oxford. A pesar de las fechas de estas fuentes, la mayor parte del material que contienen es anterior a su composición. La primera prosa se puede fechar por motivos lingüísticos en el siglo VIII, y algunos de los versos podrían ser hasta del siglo VI.
Entre otras fuentes importantes se incluye un grupo de cuatro manuscritos que surgieron en el oeste de Irlanda a finales del siglo XIV y principios del XV: El Libro Amarillo de Lecan, El Gran Libro de Lecan, El Libro de Hy Many y el Libro de Ballymote. El primero contiene parte de la primera versión conocida del Táin Bó Cúailnge ("La Repulsión de Ganado de Cooley") y se encuentra en el Trinity College. Los otros tres se localizan en la Real Academia. Otros manuscritos del siglo XV, como El Libro de Fermoy también albergan información interesante, así como obras posteriores sincréticas como Foras Feasa ar Éirinn de Geoffrey Keating (La Historia de Irlanda) (cerca de 1640), particularmente puesto que estos últimos compiladores y escritores habrían podido tener acceso a fuentes manuscritas que desaparecieron posteriormente.
Al usar estas fuentes, siempre es importante preguntarse el impacto de las circunstancias en las cuales se produjeron. La mayoría de los manuscritos fueron creados por monjes cristianos, quienes también habrían debatido entre el deseo de conservar su cultura nativa y su hostilidad religiosa a las creencias paganas, resultando algunos dioses euhemerizados. Muchas de las últimas fuentes también habrían formado parte de un esfuerzo propagandístico diseñado para crear una historia para los irlandeses que podrían así soportar la comparación de la descendencia mitológica de los invasores británicos con los fundadores de Roma que se promulgó por Geoffrey of Monmouth y otros. También hubo una tendencia a reelaborar genealogías irlandesas para encajar en el esquema conocido de los griegos o la genealogía bíblica.
Durante un tiempo se daba por hecho que la literatura medieval irlandesa preservaba verdaderamente antiguas tradiciones de manera prácticamente intacta a través de los siglos de tradición oral remontándose a los antiguos celtas de Europa. Kenneth Jackson describió el Ciclo de Úlster como una "ventana a la Edad de Hierro", y Garret Olmsted intentó establecer relaciones entre Táin Bó Cuailnge (el épico Ciclo de Úlster) y la iconografía del Gundestrup Cauldron. Sin embargo, a esta posición "nativista" se han opuesto los eruditos "revisionistas", quienes creen que gran parte se creó en tiempos cristianos como imitación deliberada de las épicas de la literatura clásica que vinieron con el aprendizaje del latín. Los revisionistas indicaron pasajes aparentemente influenciados por la Ilíada en Táin Bó Cuailnge, y la existencia de Togail Troí (una adaptación irlandesa de De excidio Troiae historia de Dares Phrygius) encontrada en el Libro de Leinster, y señalaron que el fundamento cultural de las historias es generalmente más cercano a la época de la composición de esas historias que a un remoto pasado. Ha surgido un consenso que promulga la lectura crítica del material.

## Leprechaun
Mención aparte, y destacada, merecen los leprechauns y otras criaturas de la mitología irlandesa, que suelen estar asociados con corros de brujas, y que a menudo suelen ser lugares donde se encuentran antiguos -celtas o anteriores a estos- drumlins o movimientos de tierra.
Normalmente adoptan la forma de hombres viejos que disfrutan realizando travesuras. Su oficio es el de fabricar o arreglar zapatos. Se dice que son muy ricos, ya que custodian muchas vasijas de barro (calderos) llenas de tesoros que fueron enterradas en periodos de guerra. Según la leyenda, si alguien logra fijar la mirada sobre un leprechaun, este no puede escapar, pero en el momento en que se retira la mirada, desaparece.
Este suele ser uno de los variados personajes de la mitología irlandesa más típico y más conocido alrededor del mundo. Dice la leyenda que el color que lleva es verde ya que muchos dicen que da suerte y por eso cuando alguien menciona a los leprechaun se recuerda a un trébol.

## Ciclo mitológico
El Ciclo mitológico, que comprende historias de los antiguos dioses y orígenes de los irlandeses, es el peor conservado de los cuatro ciclos. Las fuentes más importantes son el Metrical Dindshenchas o Ciencia de Lugares y el Lebor Gabála Érenn o Libro de Invasiones. Otros manuscritos recogen relatos mitológicos como El Sueño de Aengus, El Cortejo de Étain y Cath Maige Tuireadh, La (segunda) Batalla de Magh Tuireadh. Una de las historias irlandesas mejor conocidas, Oidheadh Clainne Lir o La Tragedia de los Hijos de Lir, también forma parte de este ciclo.
Lebor Gabála Érenn es una pseudo-historia de Irlanda, siguiendo los ancestros de los irlandeses hasta Noé. Narra una serie de invasiones o "tomas" de Irlanda por una sucesión de gentes, la quinta de las cuales fueron los conocidos Tuatha Dé Danann ("Gentes de Diosa Danu"), de los que se creía que habían habitado la isla antes de la llegada de los gaélicos, o milesianos (descendientes de Míl Espáine, nieto de Breogán). Plantaron cara a sus enemigos, los fomorianos, liderados por Balor del Ojo Malvado. Balor fue finalmente matado por Lug Lámfada (Lug del Brazo Largo) en la segunda batalla de Magh Tuireadh. Con la llegada de los gaélicos, los Tuatha Dé Danann se retiraron bajo tierra para convertirse en las gentes de hadas de posterior mito y leyenda.
El Dindshenchas Métrico es la mayor obra onomástica de los comienzos de Irlanda, nombrando leyendas de lugares importantes en una serie de poemas. Incluye mucha información importante sobre figuras e historias del Ciclo Mitológico, entre ellas la Batalla de Tailtiu, en la cual los Tuatha Dé Danann fueron derrotados por los Milesianos.
Es importante destacar que ya en la Edad Media los Tuatha Dé Danann no eran considerados tanto como dioses sino como la población mágica cambiante de forma de una Irlanda anterior de la Edad de Oro. Los textos como Lebor Gabála Érenn y Cath Maige Tuireadh los presentan como reyes y héroes del lejano pasado, completos con los cuentos de los muertos. Sin embargo, hay pruebas consistentes, tanto en los textos como en el más amplio mundo celta, de que se les llegó a considerar como deidades.
Incluso después de ser sustituidos como gobernadores de Irlanda, personajes como Lugh, Mórrígan, Angus y Manannan aparecen en historias sucedidas cientos de años más tarde, revelando su inmortalidad. Un poema en el Libro de Leinster lista muchos de los Tuatha Dé, pero concluye con "aunque [el autor] los enumera, no los adora". Goibniu, Creidhne y Luchta son aludidos como Trí Dé Dána ("tres dioses de la artesanía"), y el nombre de Dagda es interpretado en textos medievales como "el buen dios". Nuada es cognaticia con el dios británicio Nodens; Lugh es un reflejo de la deidad pancéltica de Lugus, nombre que muchos señalan como "luz"; Tuireann podría ser relacionado con el Taranis galo; Ogma con Ogmios; el Badb con Catubodua.

### Otras figuras importantes Tuatha Dé Danann
- Boann
- Banba
- Brigid
- Creidhne
- Danu
- Dian Cecht
- Donn
- Ériu
- Étaín
- Fódla
- Macha
- Nechtan
- Aes Sídhe
- Bean Sídhe

## Ciclo del Úlster
El Ciclo del Úlster se establece alrededor del comienzo de la era cristiana y la mayor parte de su acción tiene lugar en las provincias del Úlster y Connacht. Consiste en un grupo de historias heroicas que tratan de las vidas de Conchobar mac Nessa (el rey del Úlster), el gran héroe Cúchulainn (el hijo de Lug) y sus amigos, amantes y enemigos. Estos son los Ulaid, o gente del rincón noreste de Irlanda, y el desarrollo de las historias se centra en torno a la corte real en Emain Macha (conocido como Fuerte Navan), cerca de la actual ciudad de Armagh. Los Ulaid mantenían estrechas relaciones con la colonia irlandesa en Escocia, y parte del entrenamiento de Cúchulainn tiene lugar en esta colonia. Al ser el Samhain el inicio del año celta, muchas de estas historias dan inicio en esa fecha.
El ciclo se compone de historias de nacimientos, tempranas vidas y entrenamiento, cortejos, batallas, festines y muertes de los héroes y refleja una sociedad guerrera en la cual la guerra consiste principalmente en combates cuerpo a cuerpo y la riqueza se mide sobre todo según el ganado vacuno. Estas historias están escritas en prosa. La pieza central del Ciclo de Ulster es Táin Bó Cúailnge. Entre otros cuentos importantes del Ciclo de Ulster se encuentra La Trágica Muerte del Único Hijo de Aífe, El festín de Bricriu y La Destrucción del Hostal de Da Derga. El Exilio de los Hijos de Usnach, más conocida como la tragedia de Deirdre y la fuente de obras de John Millington Synge, William Butler Yeats y Vincent Woods, también forma parte de este ciclo.
Este ciclo es, en ciertos aspectos, cercano al ciclo mitológico. Algunos de los personajes de este último reaparecen, y la misma clase de transfiguraciones mágicas se hace notar, junto con un realismo desalentador y casi insensible. Mientras que sospecharíamos de unos pocos personajes, como Medb o Cú Roí, de los que fueron una vez deidades, y Cúchulainn en particular muestra poderes sobrehumanos, los personajes son mortales y están asociados con un tiempo y lugar específicos. Si el Ciclo Mitológico representa a una Edad de Oro, el Ciclo de Ulster es la Era Heroica de Irlanda.

## Ciclo feniano
Como el Ciclo del Ulster, el Ciclo feniano está en relación con las proezas de los héroes irlandeses. Las historias del Ciclo de Finn parecen haber sido establecidas alrededor del siglo III y principalmente en las provincias de Leinster y Munster. Difieren de los otros ciclos en la fuerza de sus vínculos con la comunidad gaélicoirlandés-parlante en Escocia y hay muchos textos extensos de Finn en este país. También se diferencian del Ciclo del Ulster en que las historias son narradas sobre todo en verso y en cuanto al tono se acercan más al romance que a la épica. Las historias aluden a las actividades de Fionn mac Cumhaill y su banda de soldados: los Fianna.
La fuente primaria más importante del Ciclo feniano es el Acallam na Senórach (Coloquio de los Viejos) (que se encuentra en dos manuscritos del siglo XV), el Libro de Lismore y Laud 610, así como un manuscrito del siglo XVII de Killiney, Condado de Dublín. El texto data, por su lingüística, en el siglo XII. El texto recoge conversaciones entre Caílte mac Rónáin y Oisín, los últimos miembros supervivientes de los Fianna, y San Patricio, y se compone de alrededor de 8.000 líneas. La tardía datación de los manuscritos podría reflejar una tradición oral más antigua para las historias de Finn.

## Ciclo histórico
Era tarea de los bardos medievales irlandeses, o poetas de la corte, registrar la historia de la familia y la genealogía del rey al que servían. Esto lo hacían mediante poemas que mezclaban lo mitológico y lo histórico en mayor o menor grado. Las historias resultantes forman lo que se conoce como Ciclo Histórico, o más correctamente Ciclos, puesto que hay cierto número de agrupaciones independientes.
Los reyes que se incluyen oscilan entre el casi completamente mitológico Labraid Loingsech, quien presuntamente llegó a ser Gran Rey de Irlanda cerca del año 431 aC, al totalmente histórico Brian Boru. Sin embargo, la mayor gloria del Ciclo Histórico es el Buile Shuibhne (El Frenesí de Sweeney), un cuento del siglo XII narrado en verso y prosa.
Suibhne, rey de Dál nAraidi, fue maldecido por San Ronan y se convirtió en una especie de medio hombre medio pájaro, condenado a pasar el resto de su vida en los bosques, huyendo de sus compañeros humanos. La historia ha captado la imaginación de poetas irlandeses contemporáneos y ha sido traducida por Trevor Joyce y Seamus Heaney.

## Otros relatos

### Aventuras
Las aventuras, o echtrae, son un grupo de historias de visitas al Otro Mundo irlandés (el cual podría dirigirse hacia el oeste a través del mar, bajo tierra, o simplemente ser invisible a los mortales). El más famoso (Oisin in Tir na nOg) pertenece al Ciclo feniano, aunque también sobreviven varias aventuras por cuenta propia, incluyendo La Aventura de Conle, El Viaje de Bran mac Ferbail y La Aventura de Lóegaire.

### Viajes
Los viajes, o immrama, son relatos de viajes de mar y las maravillas vistas en ellos. Estos probablemente surgieron a partir de las experiencias de pescadores combinados con los elementos del Otro Mundo que informan las aventuras. De los siete immrama mencionados en los manuscritos, sólo tres sobreviven: el Viaje de Mael Dúin, el Viaje del Uí Chorra y el Viaje de Snedgus y Mac Riagla. El Viaje de Mael Duin es el anticipador del posterior Viaje de San Brendan.

### Cuentos populares
Durante los primeros años del siglo XX, Herminie T. Kavanagh escribió muchos cuentos populares irlandeses que publicó en revistas y en dos libros. Veintiséis años después de su muerte, los relatos de sus dos libros: Darby O'Gill y la Gente Amable (Darby O'Gill and the Good People) y Cenizas de Viejos Deseos (Ashes of Old Wishes), pasaron a la gran pantalla con Darby O'Gill y los Enanos (Darby O'Gill and the Little People). La dramaturga irlandesa Lady Gregory también recogió historias populares para conservar la historia irlandesa. Eddie Lenihan (nacido en 1950), primer autor de Encontrando a la Otra Multitud (Meeting the Other Crowd) y escritor de muchos otros libros, tiene una creciente reputación como moderno escritor de tradiciones irlandés. NPR